# 中国2010年上海世界博览会国际红十字与红新月馆
31°11′13″N 121°28′52″E / 31.1870139°N 121.4811516°E
中国2010年上海世界博览会国际红十字与红新月馆是2010年上海世博会上代表红十字会与红新月会国际联合会的展馆，位于世博园区B片区，建筑面积500平方米、展览面积324平方米。国际红十字与红新月馆的主题是“生命无价，人道无界”。
国际红十字与红新月馆以白色的外墙衬托“红十字”与“红新月”标志，同时还有一个四人高举双手的图案。展馆内部共有三部分组成，分别为“时空长廊”（黑色记忆）、“环幕剧场”（人道之光）和“互动区域”（行动你我）。